# Distribution spatiale (écologie)
Ne doit pas être confondu avec Dispersion (écologie).
Pour les articles homonymes, voir Distribution spatiale.

Les trois grands types de dispersion. De haut en bas : la dispersion égale, la dispersion inégale et la dispersion insulaire.

La distribution spatiale, en écologie, désigne l’arrangement spatial des organismes vivant dans leur milieu naturel. Elle peut aussi se définir comme la fluctuation spatiale de l’abondance des organismes dans leur aire de répartition.
Trois formes de dispersion sont généralement reconnues : égale, inégale et insulaire. La dispersion égale est celle où les organismes sont uniformément répartis dans l’espace. Les dispersions inégale et insulaire représentent les cas où les organismes ne sont pas uniformément répartis dans l’espace. La dispersion inégale donne une apparence d’arbitraire. Toutefois, les organismes sont très rarement dispersés arbitrairement dans un espace. Leur localisation est presque toujours étroitement influencée par divers facteurs biologiques et environnementaux. Dans la dispersion insulaire, les organismes forment des regroupements ou des îlots dans l’espace.
L’échelle à laquelle on regarde l’espace occupé par un organisme peut influer sur le type de dispersion observé. Par exemple, si l’on considère des Fous de Bassan nicheurs sur un relief horizontal, ils auront une dispersion à peu près égale. L’espace entre chaque couple étant déterminé par la distance minimum pour éviter les coups de bec entre les couples. Par contre, si l’on considère les couples de Fous de Bassan à l’échelle de la répartition de l’espèce dans l’Atlantique nord, la dispersion est alors très fortement insulaire. Les fous nichent en colonies à des endroits précis le long des côtes du nord de l’Atlantique. Le comportement agonistique est un facteur biologique important pour déterminer la dispersion des couples de fous nicheurs dans une colonie, mais la disponibilité des sites de nidifications le long des côtes est un facteur environnemental important pour déterminer la dispersion des colonies de fous nicheurs dans l’aire de répartition.

## Galerie de photos

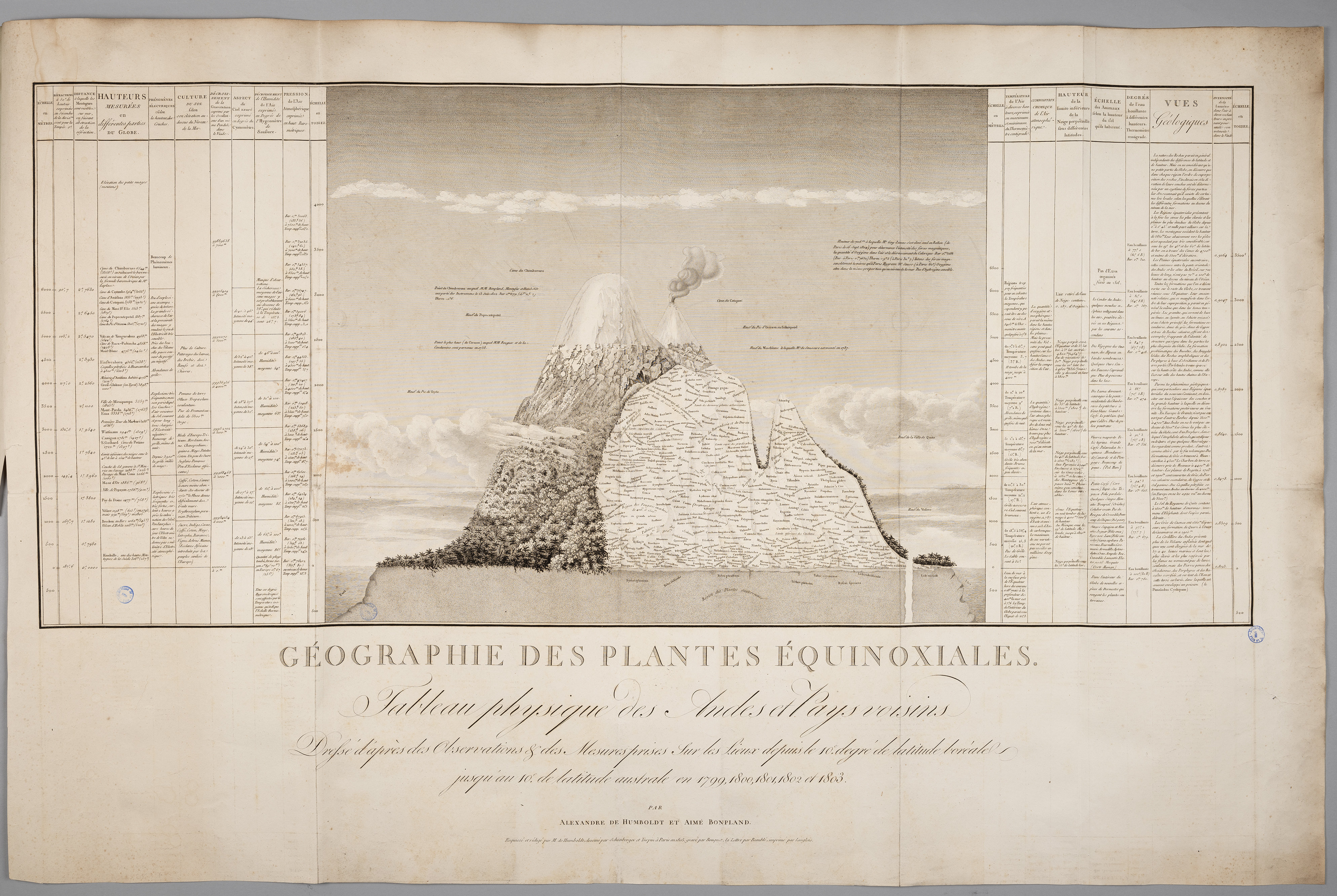
Géographie des plantes équinoxiales : tableau physique des Andes et pays voisins… , Alexander von Humboldt
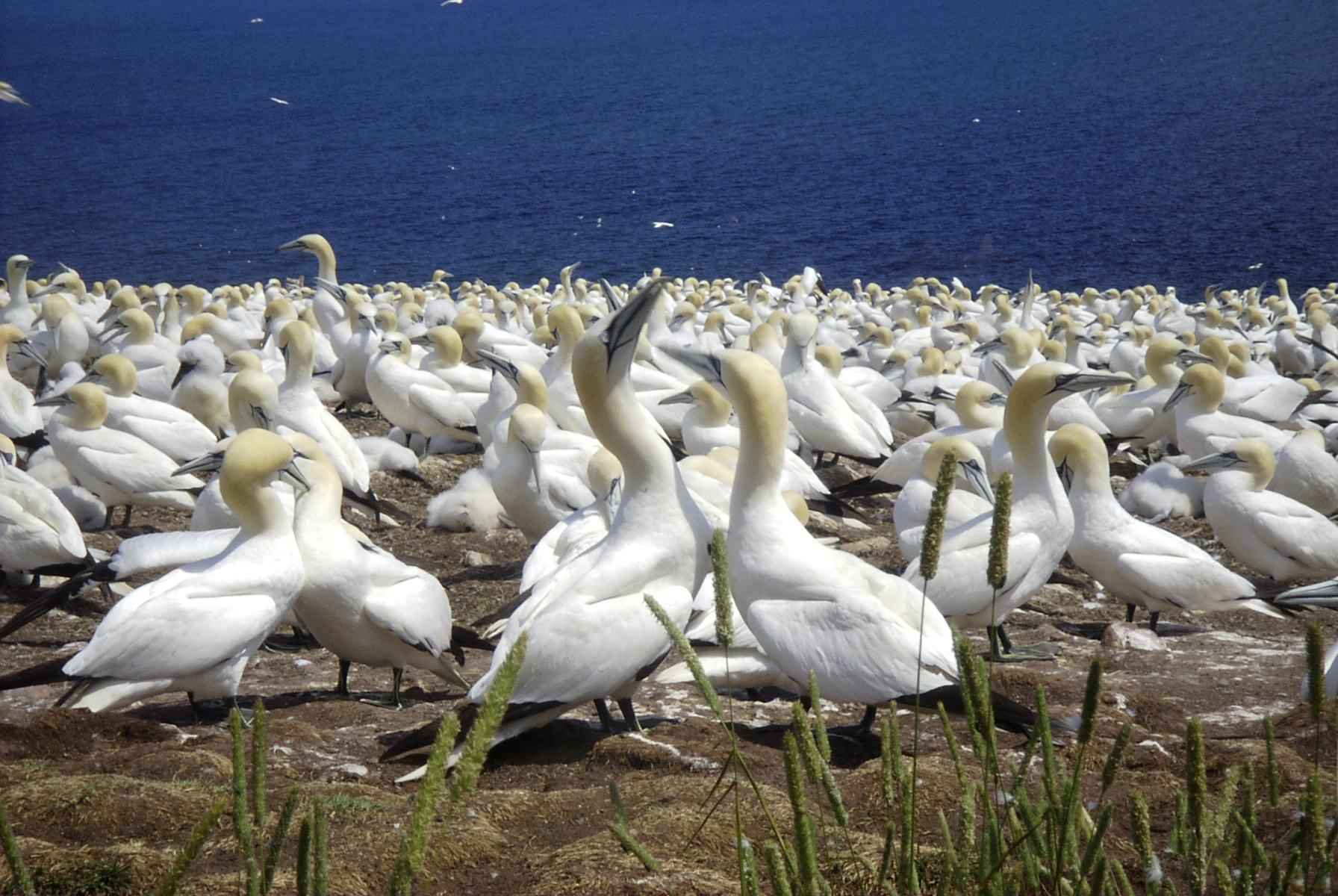
Les Fous de Bassan nicheurs sur l'île Bonaventure ont une dispersion presque égale.
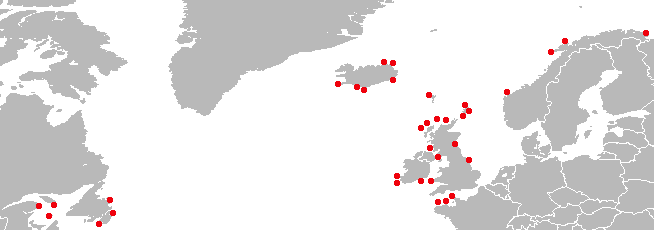
Les Fous de Bassan nicheurs dans l'Atlantique ont une dispersion insulaire car ils nichent en colonies. Les points rouges indiquent l'emplacement des colonies.